# مایکل وینسلو
مایکل وینسلو (انگلیسی: Michael Winslow؛ زادهٔ ۶ سپتامبر ۱۹۵۸) یک هنرپیشه اهل ایالات متحده آمریکا است.
از فیلم‌ها یا برنامه‌های تلویزیونی که وی در آن نقش داشته است می‌توان به گرندویو، دانشکده پلیس، برچسب: بازی ترور و دانشکده پلیس ۴ اشاره کرد.